# Shuhei Yoshida
Shuhei Yoshida (吉田 修平, Yoshida Shuhei, nacido el 11 de febrero de 1964) es un hombre de negocios japonés. Fue el presidente de SIE Worldwide Studios de Sony para Sony Interactive Entertainment. Yoshida es uno de los responsables de la creación del equipo interno de desarrollo de productos de 170 personas de Sony Computer Entertainment Inc. Su operación interna de desarrollo de productos incluye estudios en California (Foster City, San Diego, Santa vernabet), así como en Bend, Oregon y Salt Lake City, Utah.
Se graduó con un título de Bachelor of Science de la Facultad de Economía de la Universidad de Kioto, donde participó en el grupo de estrategia corporativa, así como en la coordinación del negocio de PC. Yoshida se unió a Sony Corporation en abril de 1986. [1]
Más tarde obtuvo su título de MBA en la Universidad de California, Los Ángeles (UCLA). [¿Cuándo?]
Fue uno de los miembros iniciales del proyecto PlayStation en febrero de 1993, donde como el principal ejecutivo de cuentas dirigió el programa de licencias de terceros de Sony Computer Entertainment Inc. [citación necesitada]
Yoshida tiene muchos de los títulos más vendidos en su haber, incluido el principal juego en línea de SCEA con auriculares habilitados para voz SOCOM U.S. Navy SEALs, además de Jak y Daxter, Twisted Metal: Black y ATV Offroad Fury. En el estudio, Yoshida fue productor ejecutivo de títulos como Gran Turismo, Ape Escape, The Legend of Dragoon y otros títulos. [Citación necesitada]
En abril de 2000, se convirtió en vicepresidente de Sony Computer Entertainment America. [1] En febrero de 2007, se convirtió en Vicepresidente Senior de SCE Worldwide Studios USA. [1] En mayo de 2008, se convirtió en el presidente de SCE Worldwide Studios. [1]